# Jørgen Fibiger
Jørgen Fibiger (22. april 1867 i Tranekær – 23. oktober 1936) var en dansk ingeniør, der stod bag opførelsen af havnene i Hanstholm og Hirtshals.
Fibiger blev student fra Haderslev Læreres Skole 1885 og cand.polyt. 1892. Derefter var han ansat under Statens Vandbygningsvæsen 1892-96, var entreprenør ved arbejder på Jyllands vestkyst, havne- og jernbaneanlæg, statens brunkulslejer og havne på Færøerne. Han var medlem af og ledende ingeniør for den kommission af 25. juni 1914, hvis forslag førte til lov 31. maj 1917 om anlæggelse af havne på Jyllands vestkyst. Han var statens ledende ingeniør ved disse anlæg fra 1918 og påbegyndte anlæggelsen af Hanstholm Havn og Hirtshals Havn, som han ikke nåede at opleve fuldført.
Han modtog Fortjenstmedaljen i guld. Desuden var han medlem af repræsentantskabet for Nordisk Livsforsikrings-Aktieselskab, Nordisk Ulykkesforsikrings-Aktieselskab, næstformand i Dansk Kennelklub 1911 og formand 1921-22.